# 洛茲尼察 (烏克蘭)
51°7′24″N 29°5′8″E / 51.12333°N 29.08556°E
洛茲尼察（烏克蘭語：Лозниця），是烏克蘭北部日托米爾州科羅斯滕區纳罗迪奇市镇的村落，處於洛茲納河畔，面積0.88平方公里，海拔高度145米，2001年人口25。